# Regementets dotter

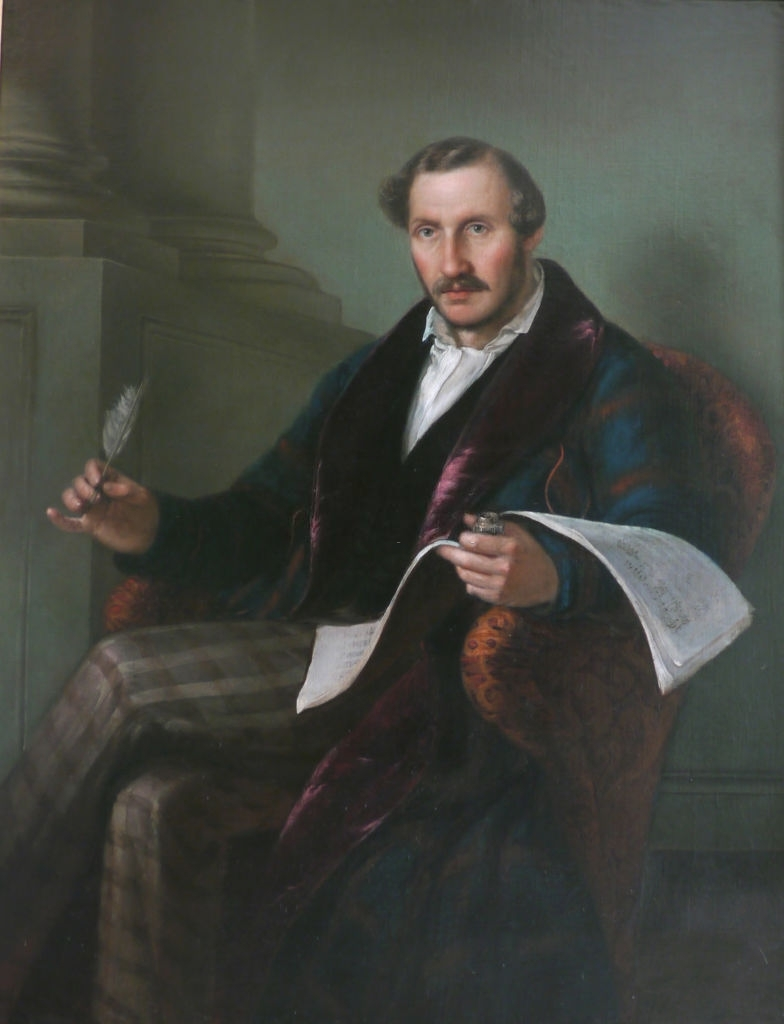
Gaetano Donizetti (porträtt av Giuseppe Rillosi)

Regementets dotter (La fille du régiment) är en italiensk opera i två akter med musik av Gaetano Donizetti. Libretto av Jules Henri Vernoy de Saint-Georges och Jean-François Alfred Bayard. Operan hade urpremiär på Opéra-Comique i Paris den 11 februari 1840. Den svenska premiären ägde rum på Stockholmsoperan den 9 juni 1845 då Jenny Lind sjöng huvudrollen och den iscensattes åter med premiär den 9 november 1944.

## Historia

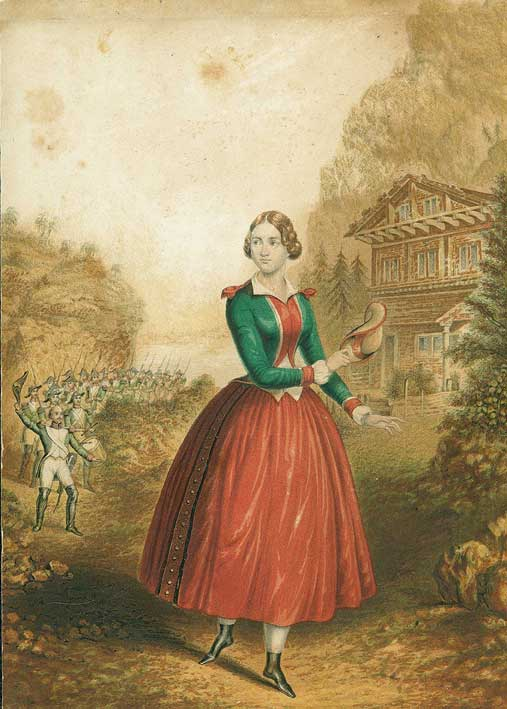
Jenny Lind som Marie i La fille du régiment

Att operan blev så framgångsrik hänger säkert samman med den naiva idealiseringen av soldatlivet. Det blev en tradition att spela operan den 14 juli, minnesdagen av stormningen av Bastiljen och Frankrikes nationaldag. Maries Salut à la France blev nästan en andra nationalsång för fransmännen. Regementets dotter blev älskad också genom de två tacksamma huvudrollerna, där Tonios parti, i synnerhet arian Je suis soldat, kräver en tenor med säkra höjdtoner.
Maries rollgestalt hör till de firade rollerna för sådana berömda koloratursopraner som Jenny Lind, Adelina Patti och Toti dal Monte. Rollen som marketenterskan är även skådespelsmässigt lockande, såsom i andra aktens aria. 
Operans lyckliga karriär, stycket upplevde fram till 1950 över 1000 föreställningar på Opéra-Comique i Paris, är inte bara grundad på dess musikdramatiska uppbyggnad. I Regementets dotter träffade Donizetti på ett genialt sätt den franska operasmaken: här möts det dekorativa och de olika levnadsskildringarnas och samhällsståndens atmosfär. Här finner man en militärrevy med tennsoldater (med tillhörande instrument: trumpeter, piccolaflöjter och janitsjarklockspel), en pastoral scen och en parodiskt framställd lantadel med dess affekterade, föråldrade musik. Och allt är enkelt, lättbegripligt, rent av folkligt. Den här folkliga grundtonen för att man skulle kunna beteckna verket som ett folklustspel. Tio år före operettens födelse skapade Donizetti här ett stycke som har gjort sig av med såväl den romantiska operalibrettons plötsliga handlingskast som dess sällsamma logik. Handlingen i Regementets dotter är operettartad. Även den dramatiska infallsvinkeln pekar framåt mot  1800-talets mest framgångsrika scengenre. Talad dialog omväxlar med tonsatta partier. 1929 kom en omarbetad version där en tredje akt tillkommit med text av Mathonet de Saint-Georges och musik av Paul Fauche.

## Personer
- Markisinnan av Birkenfeld (sv. övers.: friherrinnan von Streckenfeldt) (mezzosopran)
- Hertiginnan av Krakenthorp (sv. övers.: von Hohenfels) (sopran)
- Marie, marketenterska vid ett franskt grenadjärregemente (sopran)
- Sulpice, sergeant vid samma regemente (basstämma)
- Tonio, tyrolare (tenor)
- Hortensius, markisinnans hovmästare (bas)
- En notarie (tenor)
- En korpral (bas)
- Franska grenadjärer, tyrolsk lantbefolkning, gäster och tjänstefolk hos markisinnan.

## Handling

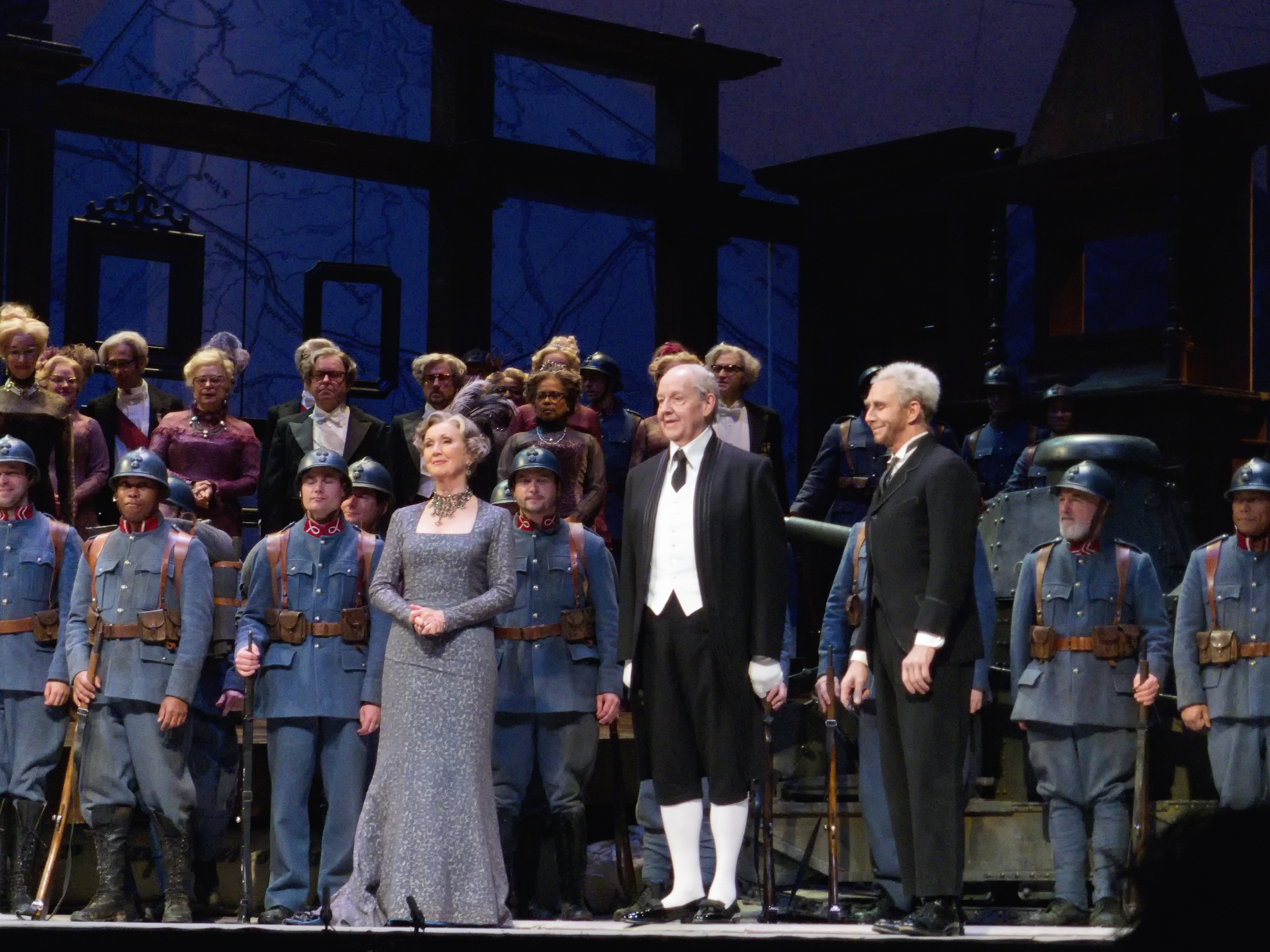
Ann Murray som markisinnan, James Courtney som Hortensius och Jack Wetherall som notarien i en föreställning på Metropolitan Opera i New York 2011

Operan utspelar sig i Tyrolen år 1815. 

### Akt I
Marie blir som barn omhändertagen och uppfostrad av soldaterna i ett regemente. Hon lever nu lyckligt tillsammans med dem och följer som marketenterska med regementet på alla manövrer och strider. Hon är förälskad i den unge tyrolaren Tonio. När denne får veta att endast en medlem av regementet får gifta sig med Marie, låter han sig värvas. Markisinnan av Birkenfeld tror att Marie är hennes brorsdotter och tar henne med sig till sitt slott för att där ge henne en ståndsmässig uppfostran.

### Akt II
Sedan ett år tillbaka bor Marie på slottet, men kan inte vänja sig vid det nya livet, trots att markisinnan bekänner att hon i själva verket är hennes mor. Marie skall nu gifta sig med en hertigson. De inbjudna bröllopsgästerna dyker upp men Marie erinrar sig längtansfullt den lyckliga tiden tillsammans med soldaterna. När brudgummens mor, hertiginnan av Kraktenthorp, skall skriva under äktenskapskontraktet, ingriper regementet i rättan tid. Tonio, som under tiden befordrats till löjtnant, upplyser det förnäma sällskapet om Maries bakgrund som marketenterska. Det planerade bröllopet går om intet och gästerna lämnar slottet. Men markisinnan ger Marie och Tonio sin välsignelse till bröllopet.

## Berömda arior
- Au bruit de la guerre (Marie och Sulpiz, akt 1)
- Chacun la sait, chacun le dit (Marie, akt 1)
- Il faut partir (Marie, akt 1)
- Ah! mes amis, quel jour de fête! (Tonio, akt 1)
- Salut à la France (Marie, akt 2)

## Inspelningar (urval)
- La fille du régiment. Natalie Dessay, Juan Diego Flórez, Alessandro Corbelli, Felicity Palmer, Donald Maxwell. Royal Opera House, Covent Garden Choir and Orchestra. Bruno Campanella, dirigent. Virgin DVD 5099951900298.
- La fille du régiment. Sutherland, Pavarotti, Sinclair, Malas, Coates. Royal Opera House, Covent Garden Choir and Orchestra. Richard Bonynge, dirigent. Decca (ADD) 414 520-2. 2 cd.[2]